# The Shadow Cabinet
The Shadow Cabinet è il quarto album in studio del gruppo danese Wuthering Heights, pubblicato nel 2006 dall'etichetta Locomotive Records.

## Tracce
1. "Demon Desire" – 5:18
2. "Beautifool" – 5:02
3. "The Raven" – 4:47
4. "Faith - Apathy Divine Part I" – 8:13
5. "Envy" – 6:41
6. "Snow - Apathy Divine Part II" – 5:48
7. "Sleep" – 4:45
8. "I Shall Not Yield" – 6:40
9. "Reason ... ?" – 0:31
10. "Carpe Noctem - Seize The Night" – 7:47
11. "Midnight Song" – 4:32 (European bonus-track)
12. "Shadow of a Gipsy" – 4:39 (Japanese bonus-track)

USA bonus-disc: Roaming Far From Home – Live at ProgPower USA 2004
1. "Tree" – 5:17
2. "Longing for the Woods Part 1" – 5:07
3. "Longing for the Woods Part 2" – 6:03
4. "Lost Realms" – 7:31
5. "Bad Hobbits Die Hard" – 5:15
6. "Hunter in the Dark" – 6:04
7. "Highland Winds" – 7:40

## Formazione
- Erik Ravn – chitarra, tastiere, mandolino, narratore
- Nils Patrik Johansson – voce
- Morten Gade Sørensen – batteria, percussioni
- Andreas Lindahl – tastiere
- Martin Arendal – chitarra
- Teddy "Dr.Müller" Möller – basso